# Pekin, Illinois
Pekin là một thành phố thuộc quận Tazewell, tiểu bang Illinois, Hoa Kỳ. Năm 2010, dân số của thành phố này là 34094 người.

## Dân số
Dân số qua các năm:
- Năm 2000: 33857 người.
- Năm 2010: 34094 người.